# Kristaps Gluditis
Kristaps Gluditis (nacido el 6 de noviembre de 1995 en Riga) es un jugador de baloncesto letón. Con 1.91 metros de estatura, juega en la posición de escolta. Actualmente juega en el Rucker Sanve San Vendemiano de la Serie B (baloncesto italiano).

## Trayectoria deportiva
Formado en la cantera del BK Jelgava. 
En  verano de 2015, el joven tenía previsto enrolarse en la Universidad de Western Kentucky. Sin embargo, no superó el examen de acceso.
La temporada 2015/16, la comenzó en el BK Jelgava, promediando 16.9 puntos, 2.4 rebotes y 1.9 asistencias por partido. Máximo anotador de la liga letona. En diciembre de 2015, recaló en el Barons Riga.
En enero de 2016, ficha por el Herbalife Gran Canaria.
En agosto de 2018 el C.B. Prat anuncia su fichaje para la campaña 2018-2019
En enero de 2019, se compromete con el Iberojet Palma hasta el final de la temporada, tras abandonar el CB Prat, con el que promediaba 13’5 puntos, 1’8 asistencias y 1’2 robos por partido en 28 minutos de media.
En la temporada 2019-20, regresa a su país natal donde jugaría durante dos temporadas la Latvijas Basketbola līga, defendiendo las camisetas del BK Ventspils y BC Rakvere Tarvas. 
En la temporada 2021-22, firma por el KK Pieno žvaigždės de la LKL lituana.
En la temporada 2022-23, firma por el TTÜ K.K. de la Latvijas Basketbola līga.
El 14 de julio de 2023, firma por el Rucker Sanve San Vendemiano de la Serie B (baloncesto italiano).